# Герои Социалистического Труда Абайской области
В настоящий список включены:

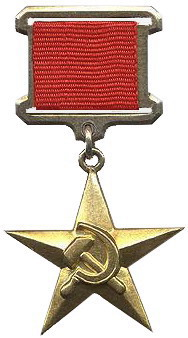
Золотая медаль «Серп и Молот»

- Герои Социалистического Труда, на момент присвоения звания проживавшие на территории современной Абайской области, — 81 человек (в том числе выделенные звёздочками Герои из Бескарагайского района, до 1959 года входившего в состав Павлодарской области);
- уроженцы Абайской области, удостоенные звания Героя Социалистического Труда в других регионах СССР, — 13 человек.
- лица, лишённые звания Героя Социалистического Труда, — 2 человека.

Вторая часть списка может быть неполной из-за отсутствия данных о месте рождения ряда Героев.
В таблицах отображены фамилия, имя и отчество Героев, должность и место работы на момент присвоения звания, дата Указа Президиума Верховного Совета СССР, отрасль народного хозяйства, место рождения/проживания, а также ссылка на биографическую статью на сайте «Герои страны». Формат таблиц предусматривает возможность сортировки по указанным параметрам путём нажатия на стрелку в нужной графе.

## История
Первым на территории современной Абайской (тогда — Семипалатинской) области звания Героя Социалистического Труда был удостоен Г. Д. Синягин, которому высшая степень отличия была присвоена Указом Президиума Верховного Совета СССР от 19 марта 1947 года за получение высокого урожая пшеницы.
Подавляющее большинство Героев Социалистического Труда в Абайской области приходится на работников сельского хозяйства — 69 человек; строительство, транспорт — по 2; атомная, лёгкая промышленность, промышленность стройматериалов, оборона, связь, госуправление, здравоохранение, образование — по 1.

## Лица, удостоенные звания Героя Социалистического Труда в Абайской области
| №  | Фамилия, имя, отчество          | Даты жизни              | Деятельность | Дата присвоения | Отрасль            | Место рождения                | ГС        |
| -- | ------------------------------- | ----------------------- | --- | --------------- | ------------------ | ----------------------------- | --------- |
| 1  | Абжанов Бекенбай                | 1907—1964               | Старший чабан совхоза «Каракол» Аягузского района Семипалатинской области | 29.03.1958      | сельхоз            | Абайский район                | [ ГС 1 ]  |
| 2  | Азимбаев Чингис                 | 1885 — 13.09.1974       | Старший чабан колхоза имени Абая Абаевского района Семипалатинской области | 23.07.1948      | сельхоз            | Семей                         | [ ГС 2 ]  |
| 3  | Акпаев Кайракпай                | 1909 — 19.04.2001       | Скотник мясного совхоза «Мын-Булакский» Министерства совхозов СССР, Аягузский район Семипалатинской области                                                                                 | 23.07.1948      | сельхоз            | Аягозский район               | [ ГС 3 ]  |
| 4  | Алимбеков Ашимбек               | 07.11.1882 — 1950       | Старший чабан колхоза «Аши-Су» Абралинского района Семипалатинской области | 23.07.1948      | сельхоз            | Жанасемейский район           | [ ГС 4 ]  |
| 5  | Альмагамбетов Шабдан            | 02.1909 — 22.12.1980    | Председатель колхоза «Жарлы-Камыс» Абаевского района Семипалатинской области | 23.07.1948      | сельхоз            | Абайский район                | [ ГС 5 ]  |
| 6  | Амбросенко Алексей Петрович     | 01.05.1925 — 17.06.1991 | Машинист путеукладочного крана строительно-монтажного поезда № 137 строительно-монтажного треста «Турксибтрансстрой» Министерства транспортного строительства СССР, Семипалатинская область | 27.04.1961      | строительство      | Витебская область             | [ ГС 6 ]  |
| 7  | Антоненко Иван Емельянович      | 1892—1959               | Старший конюх колхоза «Заветы Ильича» Бородулихинского района Семипалатинской области | 23.07.1948      | сельхоз            | Полтавская область            | [ ГС 7 ]  |
| 8  | Багдатов Болат                  | 18.07.1939 — 03.11.2005 | Старший чабан совхоза «Аркатский» Абайского района Семипалатинской области | 19.02.1981      | сельхоз            | Абайский район                | [ ГС 8 ]  |
| 9  | Баелов Султаш                   | 16.10.1902 — 12.03.1989 | Скотник-пастух колхоза «Саргорык» Абаевского района Семипалатинской области | 23.07.1948      | сельхоз            | Абайский район                | [ ГС 9 ]  |
| 10 | Байзаков Уальхан                | 07.03.1933 — 26.05.2001 | Старший скотник совхоза «Сулуталский» Аксуатского района Семипалатинской области | 22.03.1966      | сельхоз            | Тарбагатайский район          | [ ГС 10 ] |
| 11 | Байсемизов Муса                 | 1879 — 1969             | Старший чабан колхоза «Журек-Адыр» Абаевского района Семипалатинской области | 23.07.1948      | сельхоз            | Абайский район                | [ ГС 11 ] |
| 12 | Байскаков Туйтебек              | 1929—2020               | Боец скота Семипалатинского мясоконсервного комбината Министерства мясной и молочной промышленности Казахской ССР                                                                           | 14.06.1966      | сельхоз            | Абайский район                | [ ГС 12 ] |
| 13 | Барлыкбаев Исембай              | 1914 — ????             | Старший чабан колхоза «Красные горные орлы» Урджарского района Семипалатинской области | 29.03.1958      | сельхоз            | Урджарский район              | [ ГС 13 ] |
| 14 | Баскарбаев Ергалий              | 01.05.1921 — 08.12.1998 | Монтёр Семипалатинского эксплуатационно-технического узла связи Министерства связи СССР | 18.07.1966      | связь              | Карагандинская область        | [ ГС 14 ] |
| 15 | Бейсенбаев Мураткан             | 02.03.1926 — 03.07.1998 | Машинист вращающихся печей Семипалатинского цементного завода Министерства промышленности строительных материалов СССР                                                                      | 07.05.1971      | промстройматериалы | Семей                         | [ ГС 15 ] |
| 16 | Березин Иван Терентьевич        | 1910 — 27.12.1958       | Комбайнёр Науалинской МТС Урджарского района Семипалатинской области | 22.06.1951      | сельхоз            | Урджарский район              | [ ГС 16 ] |
| 17 | Булгак Анатолий Яковлевич       | 09.09.1937 — 04.03.1997 | Комбайнёр совхоза «Большевик» Кокпектинского района Семипалатинской области | 19.04.1967      | сельхоз            | *Молдавия                     | [ ГС 17 ] |
| 18 | Булычев Анатолий Егорович       | 1931 — ????             | Комбайнёр совхоза «Маканчинский» Урджарского района Семипалатинской области | 19.04.1967      | сельхоз            | *Костромская область          | [ ГС 18 ] |
| 19 | Васильева Евдокия Пантелеевна   | 1930 — 22.10.1995       | Бригадир-закройщица Семипалатинской обувной фабрики Семипалатинского совнархоза | 07.03.1960      | легпром            | Бородулихинский район         | [ ГС 19 ] |
| 20 | Веха Фёдор Михайлович           | 1927 — 30.06.1964       | Комбайнёр Маканчинской МТС Семипалатинской области | 22.06.1951      | сельхоз            | Абайская область              | [ ГС 20 ] |
| 21 | Воронков Анатолий Дмитриевич    | 22.02.1918 — 1966       | Председатель сельхозартели «Красные горные орлы» Урджарского района Семипалатинской области                                                                                                 | 11.01.1957      | сельхоз            | *Ташкентская область          | [ ГС 21 ] |
| 22 | Габдуллин Нуркен                | 26.10.1925 — 23.07.2005 | Старший чабан колхоза «Кзыл-Кайн» Аксуатского района Семипалатинской области | 23.07.1948      | сельхоз            | Аксуатский район              | [ ГС 22 ] |
| 23 | Голинцев Павел Дмитриевич       | 1914 — ????             | Председатель колхоза «Заветы Ильича» Бородулихинского района Семипалатинской области | 28.03.1948      | сельхоз            | *Новосибирская область        | [ ГС 23 ] |
| 24 | Гуреев Иван Николаевич          | 20.08.1906 — 19.07.1977 | Командир войсковой части 52605 Министерства обороны СССР, генерал-майор, Семипалатинская область                                                                                            | 07.03.1962      | оборона            | *Московская область           | [ ГС 24 ] |
| 25 | Даниленко Иван Илларионович     | 23.04.1906 — 08.05.1985 | Директор совхоза «Аркалдинский» Урджарского района Семипалатинской области | 22.03.1966      | сельхоз            | *Ставропольский край          | [ ГС 25 ] |
| 26 | Демеубаев Казбек                | 1928 — ????             | Старший табунщик совхоза имени Амангельды Аксуатского района Семипалатинской области | 21.12.1983      | сельхоз            | Аксуатский район              | [ ГС 26 ] |
| 27 | Екибаев Жиенбай                 | 1888 — 07.01.1966       | Старший чабан колхоза «Жарлы-Камыс» Абаевского района Семипалатинской области | 23.07.1948      | сельхоз            | Абайский район                | [ ГС 27 ] |
| 28 | Ерёменко Василий Васильевич     | 1923—2009               | Председатель колхоза имени Ленина Новошульбинского района Семипалатинской области | 10.12.1973      | сельхоз            | Бородулихинский район         | [ ГС 28 ] |
| 29 | Жакина Жумагайша                | 1915 — ????             | Заведующая фермой колхоза «Жарлы-Камыс» Абаевского района Семипалатинской области | 23.07.1948      | сельхоз            | Абайская область              | [ ГС 29 ] |
| 30 | Жаксыбеков Совет Шпекбаевич     | 10.08.1932 — 01.02.2014 | Старший чабан совхоза имени Б. Абжанова Аягузского района Семипалатинской области | 22.03.1966      | сельхоз            | Урджарский район              | [ ГС 30 ] |
| 31 | Жаксыбеков Шпекбай              | 1888 — 10.07.1968       | Старший чабан овцеводческого совхоза «Каракольский» Министерства совхозов СССР, Аягузский район Семипалатинской области                                                                     | 23.07.1948      | сельхоз            | Урджарский район              | [ ГС 31 ] |
| 32 | Жанасылов Бужек                 | род. 1936               | Старший чабан совхоза «Овцевод» Аягузского района Семипалатинской области | 08.04.1971      | сельхоз            | Урджарский район              | [ ГС 32 ] |
| 33 | Жингилбаев Кажен                | 1898—1961               | **Председатель колхоза «Тендык» Бескарагайского района Павлодарской области | 23.07.1948      | сельхоз            | *Павлодарская область         | [ ГС 33 ] |
| 34 | Жолдояков Кадырбай              | 1887—1955               | Старший чабан колхоза «Новая деревня» Бородулихинского района Семипалатинской области | 23.07.1948      | сельхоз            |                               | [ ГС 34 ] |
| 35 | Ильбеков Каирбек                | 09.05.1923 — 21.11.2004 | Старший конюх колхоза имени Калинина Аксуатского района Семипалатинской области | 23.07.1948      | сельхоз            | Аксуатский район              | [ ГС 35 ] |
| 36 | Ипатко Иван Евстифеевич         | 1908 — ????             | Бригадир колхоза имени Жданова Кокпектинского района Семипалатинской области | 28.03.1948      | сельхоз            | Кокпектинский район           | [ ГС 36 ] |
| 37 | Итемиров Амырхан                | 1899 — 10.02.1986       | Заведующий фермой колхоза «Журек Адыр» Абаевского района Семипалатинской области | 23.07.1948      | сельхоз            | Абайский район                | [ ГС 37 ] |
| 38 | Казанбаев Оразгали              | 1903 — 04.09.1981       | Председатель колхоза «Саргорык» Абаевского района Семипалатинской области | 23.07.1948      | сельхоз            | Абайский район                | [ ГС 38 ] |
| 39 | Кашаганов Калыбай               | 1885 — 12.1957          | Заведующий коневодством колхоза «Енбек» Абралинского района Семипалатинской области | 23.07.1948      | сельхоз            | Абайская область              | [ ГС 39 ] |
| 40 | Кенжалов Бектурган              | 03.05.1907 — ????       | Старший чабан совхоза «Жарбулакский» Урджарского района Семипалатинской области | 22.03.1966      | сельхоз            | Маканчинский район            | [ ГС 40 ] |
| 41 | Кириленко Фёдор Петрович        | 1886—1955               | Старший чабан колхоза «Пробуждение» Ново-Покровского района Семипалатинской области | 23.07.1948      | сельхоз            | *Краснодарский край           | [ ГС 41 ] |
| 42 | Конаков Еший                    | 1886—1963               | **Старший табунщик колхоза «Тендык» Бескарагайского района Павлодарской области | 23.07.1948      | сельхоз            | *Алтайский край               | [ ГС 42 ] |
| 43 | Коробицин Иван Васильевич       | 09.09.1925 — 27.06.1994 | Капитан парохода Верхне-Иртышского речного пароходства Главного управления речного флота при Совете Министров Казахской ССР, гор. Семипалатинск                                             | 14.09.1966      | транспорт          | *Павлодарская область         | [ ГС 43 ] |
| 44 | Морозов Николай Ефимович        | 03.12.1929 — 05.03.2012 | Первый секретарь Урджарского райкома Компартии Казахстана, Семипалатинская область | 22.03.1966      | госуправление      | Семей                         | [ ГС 44 ] |
| 45 | Нестеренко Селивёрст Иванович   | 14.03.1903 — 15.12.1982 | Комбайнёр Маканчинской МТС Семипалатинской области | 22.06.1951      | сельхоз            | *Молдавия                     | [ ГС 45 ] |
| 46 | Нуржанова Раиса Нургалиевна     | 23.05.1931 — 02.05.2004 | Заведующая отделением областного противотуберкулёзного диспансера, гор. Семипалатинск | 23.10.1978      | здравоохранение    | *Северо-Казахстанская область | [ ГС 46 ] |
| 47 | Орлов Александр Иванович        | 18.06.1912 — 1974       | Директор Маканчинской МТС Семипалатинской области | 11.01.1957      | сельхоз            | *Тамбовская область           | [ ГС 47 ] |
| 48 | Останков Фёдор Афанасьевич      | 1906—1951               | Бригадир колхоза «Заветы Ильича» Бородулихинского района Семипалатинской области | 28.03.1948      | сельхоз            | Бородулихинский район         | [ ГС 48 ] |
| 49 | Первак Пётр Васильевич          | род. 1932               | Тракторист совхоза «Бородулихинский» Бородулихинского района Семипалатинской области | 13.12.1972      | сельхоз            | *Хмельницкая область          | [ ГС 49 ] |
| 50 | Подорогин Григорий Дмитриевич   | 1913 — 12.05.1998       | Комбайнёр Маканчинской МТС Семипалатинской области | 11.01.1957      | сельхоз            | Маканчинский район            | [ ГС 50 ] |
| 51 | Покатаева Нина Ивановна         | 31.12.1924 — 13.07.2003 | Свинарка совхоза «Красный Казахстан» Бородулихинского района Семипалатинской области | 22.03.1966      | сельхоз            | *Алтайский край               | [ ГС 51 ] |
| 52 | Раев Кумар Григорьевич          | 09.05.1922 — 22.03.1978 | Управляющий фермой мясного совхоза «Кокпектинский» Министерства совхозов СССР, Кокпектинский район Семипалатинской области                                                                  | 03.05.1948      | сельхоз            | Аксуатский район              | [ ГС 52 ] |
| 53 | Рахимов Ганиятолла Байбазарович | род. 12.04.1939         | Старший чабан колхоза «Коктальский» Маканчинского района Семипалатинской области | 06.06.1990      | сельхоз            | *Китай                        | [ ГС 53 ] |
| 54 | Садовский Михаил Александрович  | 06.11.1904 — 12.10.1994 | Научный руководитель Семипалатинского ядерного полигона, Семипалатинская область | 29.10.1949      | атомпром           | *Санкт-Петербург              | [ ГС 54 ] |
| 55 | Садырбаев Жаукен                | 1891—1970               | Старший чабан колхоза «Жана Арна» Абаевского района Семипалатинской области | 23.07.1948      | сельхоз            | Абайский район                | [ ГС 55 ] |
| 56 | Самарский Михаил Алексеевич     | 1927 — ????             | Звеньевой колхоза имени Жданова Кокпектинского района Семипалатинской области | 28.03.1948      | сельхоз            | Кокпектинский район           | [ ГС 56 ] |
| 57 | Саякупов Куанышбай              | 16.04.1931 — 11.07.2009 | Комбайнёр совхоза «Тас-Булак» Урджарского района Семипалатинской области | 10.12.1973      | сельхоз            | Урджарский район              | [ ГС 57 ] |
| 58 | Саяхимов Назарбек               | 05.12.1928 — 04.04.1983 | Звеньевой мясного совхоза «Кокпектинский» Министерства совхозов СССР, Кокпектинский район Семипалатинской области                                                                           | 03.05.1948      | сельхоз            | Кокпектинский район           | [ ГС 58 ] |
| 59 | Сёмушкина Анна Ивановна         | 06.09.1927 — 01.08.2003 | Звеньевая колхоза «Красные Горные Орлы» Урджарского района Семипалатинской области | 08.04.1971      | сельхоз            | Урджарский район              | [ ГС 59 ] |
| 60 | Серикбаев Баттал                | 1900 — ????             | Заведующий конефермой колхоза имени Калинина Аксуатского района Семипалатинской области | 23.07.1948      | сельхоз            |                               | [ ГС 60 ] |
| 61 | Синягин Гавриил Дмитриевич      | 1888 — 30.03.1955       | Председатель колхоза имени Ворошилова Бородулихинского района Семипалатинской области | 19.03.1947      | сельхоз            | *Пензенская область           | [ ГС 61 ] |
| 62 | Старушкин Василий Семёнович     | 11.01.1930 — 08.03.2005 | Тракторист колхоза «Красный партизан» Урджарского района Семипалатинской области | 19.04.1967      | сельхоз            | Маканчинский район            | [ ГС 62 ] |
| 63 | Сулейменов Балгабек Камелевич   | 21.01.1924 — 08.07.1978 | Старший скотник племенного завода «Чалобай», Жарминский район Семипалатинской области | 08.04.1971      | сельхоз            | Жарминский район              | [ ГС 63 ] |
| 64 | Сырбаев Ахметкали Иргалиевич    | 1928—1973               | Механик парохода «Александр Попов» Главного управления речного флота при Совете Министров Казахской ССР, гор. Семипалатинск                                                                 | 04.05.1971      | транспорт          | Семей                         | [ ГС 64 ] |
| 65 | Табаев Оразбек                  | 1902 — 21.09.1969       | Заведующий фермой колхоза «Саргорык» Абаевского района Семипалатинской области | 23.07.1948      | сельхоз            | Семей                         | [ ГС 65 ] |
| 66 | Талмурзин Серик Кайранович      | 01.01.1938 — 10.07.2002 | Старший чабан совхоза «Аркалдинский» Урджарского района Семипалатинской области | 22.03.1966      | сельхоз            | *Китай                        | [ ГС 66 ] |
| 67 | Таушаев Сайлаубек Исагулович    | род. 20.09.1948         | Бригадир совхоза «Аксуатский» Аксуатского района Семипалатинской области | 22.02.1982      | сельхоз            | Тарбагатайский район          | [ ГС 67 ] |
| 68 | Ткачёв Иван Архипович           | 13.05.1912 — 27.12.1979 | Комбайнёр Науалинской МТС Урджарского района Семипалатинской области | 22.06.1951      | сельхоз            | Урджарский район              | [ ГС 68 ] |
| 69 | Тлеуберлин Рыздыкбай            | 03.06.1903 — 26.03.1994 | Скотник совхоза имени Валиханова Чубартауского района Семипалатинской области | 22.03.1966      | сельхоз            | Аягозский район               | [ ГС 69 ] |
| 70 | Тогасбаев Рахмет                | 1871 — ????             | Старший чабан колхоза имени Карла Маркса Аксуатского района Семипалатинской области | 23.07.1948      | сельхоз            | Абайская область              | [ ГС 70 ] |
| 71 | Тулегенов Мухамадий             | 1899—1987               | Старший табунщик мясного совхоза «Большевик» Министерства совхозов СССР, Кокпектинский район Семипалатинской области                                                                        | 23.07.1948      | сельхоз            | Аксуатский район              | [ ГС 71 ] |
| 72 | Тулеубеков Рахимгали            | род. 1927               | Директор совхоза «Жарбулакский» Маканчинского района Семипалатинской области | 08.04.1971      | сельхоз            | Аягозский район               | [ ГС 72 ] |
| 73 | Умирбеков Тилеукабыл            | 01.05.1940 — 03.01.2008 | Старший чабан совхоза имени Калинина Чубартауского района Семипалатинской области | 06.09.1973      | сельхоз            | Аягозский район               | [ ГС 73 ] |
| 74 | Уразбаев Акбай                  | 1924 — ????             | Бригадир путевых рабочих строительно-монтажного поезда № 137 строительно-монтажного треста «Турксибтрансстрой» Министерства транспортного строительства СССР, Семипалатинская область       | 27.04.1961      | строительство      | *Кызылординская область       | [ ГС 74 ] |
| 75 | Утемурзин Габдулла              | 1892—1968               | Старший чабан колхоза «Кзыл-Ту» Абаевского района Семипалатинской области | 23.07.1948      | сельхоз            | Аягозский район               | [ ГС 75 ] |
| 76 | Чайжунусов Жакия                | 29.05.1914 — 02.09.1983 | Директор Кокпектинского детского дома имени М. Горького Кокпектинского района Семипалатинской области                                                                                       | 01.07.1968      | образование        | Абайский район                | [ ГС 76 ] |
| 77 | Шевцов Степан Иванович          | 02.08.1918 — 05.07.1994 | **Председатель сельхозартели «Весёлый труд» Бескарагайского района Павлодарской области | 11.01.1957      | сельхоз            | Бескарагайский район          | [ ГС 77 ] |
| 78 | Шевченко Василий Тихонович      | 1919 — ????             | Комбайнёр Урджарской МТС Семипалатинской области | 22.06.1951      | сельхоз            | Абайска область               | [ ГС 78 ] |
| 79 | Шуленбаев Жанарбек              | 01.05.1932 — 28.02.2013 | Старший чабан, наставник комсомольско-молодёжной бригады совхоза имени Валиханова Чубартаусского района Семипалатинской области                                                             | 24.12.1976      | сельхоз            | Аягозский район               | [ ГС 79 ] |
| 80 | Шулепова Мария Яковлевна        | 1925 — ????             | Звеньевая колхоза «Заветы Ильича» Бородулихинского района Семипалатинской области | 28.03.1948      | сельхоз            | *Новосибирская область        | [ ГС 80 ] |
| 81 | Янушкин Михаил Кириллович       | 14.10.1923 — 05.08.2004 | Тракторист совхоза «Красный Казахстан» Бородулихинского района Семипалатинской области | 19.04.1967      | сельхоз            | *Мордовия                     | [ ГС 81 ] |

## Уроженцы Абайской области, удостоенные звания Героя Социалистического Труда в других регионах СССР
| №  | Фамилия, имя, отчество        | Даты жизни              | Деятельность | Дата присвоения | Отрасль         | Место рождения        | ГС        |
| -- | ----------------------------- | ----------------------- | --- | --------------- | --------------- | --------------------- | --------- |
| 1  | Алеев Алексей Григорьевич     | 22.04.1929 — 17.04.2006 | Бригадир слесарей-монтажников Красноярского монтажного участка треста «Гидромонтаж» Министерства энергетики и электрификации СССР                           | 01.06.1973      | энергетика      | Урджарский район      | [ ГС 1 ]  |
| 2  | Баранников Виктор Дмитриевич  | род. 24.07.1942         | Бригадир комплексной бригады Саргатской межколхозной строительной организации, Омская область                                                               | 28.02.1974      | строительство   | Аягозский район       | [ ГС 2 ]  |
| 3  | Белоусова Мария Игнатьевна    | 18.03.1921 — 01.08.2013 | Бригадир молочно-овощного совхоза «Новоалтайский» Первомайского района Алтайского края                                                                      | 30.04.1966      | сельхоз         | Бородулихинский район | [ ГС 3 ]  |
| 4  | Богаев Наби                   | 1917 — ????             | Штукатур строительно-монтажного управления № 22 треста «Алмаатапромстрой», гор. Алма-Ата                                                                    | 11.08.1966      | строительство   | Аксуатский район      | [ ГС 4 ]  |
| 5  | Жаксыбаев Айтмолда            | 1893—1972               | Чабан колхоза «Жанажол» Кувского района Карагандинской области                                                                                              | 29.03.1958      | сельхоз         |                       | [ ГС 5 ]  |
| 6  | Исмагулов Нариман Газизович   | 12.04.1925 — 11.01.2010 | Главный хирург областного отдела здравоохранения, гор. Кустанай                                                                                             | 04.02.1969      | здравоохранение | Семей                 | [ ГС 6 ]  |
| 7  | Ложенко Пелагея Макаровна     | 1904—1988               | Бригадир молочного племенного совхоза «Аламедин» Министерства совхозов СССР, Ворошиловский район Фрунзенской области                                        | 27.03.1948      | сельхоз         | Урджарский район      | [ ГС 7 ]  |
| 8  | Мусин Шайхислям Серикжанович  | 01.01.1933 — 16.12.2004 | Директор совхоза «Кастекский» Джамбулского района Алма-Атинской области                                                                                     | 22.03.1966      | сельхоз         | Абайский район        | [ ГС 8 ]  |
| 9  | Панасевич Вера Ивановна       | род. 26.01.1937         | Бригадир комплексной бригады Сургутского домостроительного комбината Министерства энергетики и электрификации СССР, Ханты-Мансийский автономный округ       | 29.04.1986      | энергетика      | Бородулихинский район | [ ГС 9 ]  |
| 10 | Сергазин Шайдахмет            | 1920—2006               | Председатель Есильского райисполкома Акмолинской области | 11.01.1957      | госуправление   | Бескарагайский район  | [ ГС 10 ] |
| 11 | Тулегенова Бибигуль Ахметовна | род. 16.12.1929         | Солистка оперы Казахского государственного академического театра оперы и балета имени Абая, гор. Алма-Ата                                                   | 21.12.1991      | культура        | Семей                 | [ ГС 11 ] |
| 12 | Тупицин Иван Николаевич       | 25.02.1923 — 19.03.2008 | Бригадир электролинейщиков механизированной колонны № 71 треста «Средазэлектросетьстрой» Министерства энергетики и электрификации СССР, Ташкентская область | 20.04.1971      | энергетика      | Кокпектинский район   | [ ГС 12 ] |
| 13 | Чмырь Пётр Яковлевич          | 18.11.1925 — 17.09.1976 | Бригадир Киргизской опытно-селекционной станции по сахарной свёкле, Сокулукский район Киргизской ССР                                                        | 08.04.1971      | сельхоз         |                       | [ ГС 13 ] |

## Лица, лишённые звания Героя Социалистического Труда
| № | Фамилия, имя, отчество   | Даты жизни        | Деятельность | Дата присвоения | Дата лишения | Отрасль | Место рождения   | ГС       |
| - | ------------------------ | ----------------- | --- | --------------- | ------------ | ------- | ---------------- | -------- |
| 1 | Цепура Максим Степанович | 19.01.1908 — ???? | Директор мясного совхоза «Кокпектинский» Министерства совхозов СССР, Кокпектинский район Семипалатинской области | 03.05.1948      | 19.07.1963   | сельхоз | *Белоруссия      | [ ГС 1 ] |
| 2 | Шилов Никита Петрович    | 1909 — ????       | Председатель колхоза «Свободный путь» Урджарского района Семипалатинской области                                 | 28.03.1948      | 26.02.1954   | сельхоз | Урджарский район | [ ГС 2 ] |

Страница на сайте «Герои страны»
1. ↑  Цепура Максим Степанович. Дата обращения: 18 июля 2021. Архивировано 11 июня 2021 года.
2. ↑  Шилов Никита Петрович. Дата обращения: 18 июля 2021. Архивировано 11 июня 2021 года.